# دارا و ندار (مجموعه تلویزیونی)
دارا و ندار عنوان یک مجموعهٔ تلویزیونی به کارگردانی مسعود ده‌نمکی و تهیه‌کنندگی سید امیر پروین‌حسینی است و در نوروز ۱۳۸۹ از شبکهٔ تهران و مراکز استان‌ها و همچنین شبکهٔ جام جم پخش شد. دارا و ندار اولین تجربهٔ تلویزیونی ده‌نمکی است.

## بازیگران
- فتحعلی اویسی
- رضا رویگری
- علیرضا خمسه
- شهره لرستانی
- نگار فروزنده
- مرجانه گلچین
- سام درخشانی
- رضا توکلی
- بهنوش بختیاری
- نفیسه روشن
- مریم سلطانی
- سیدجواد هاشمی
- مریم کاویانی
- یوسف صیادی
- یوسف تیموری
- رامین راستاد
- شهاب عباسی
- رضا بنفشه‌خواه
- علیرضا اویسی
- عباس محبوب
- فاطمه طاهری
- شهرزاد کمال‌زاده
- ماشاالله شاهمرادی زاده
- فرهاد بشارتی
- نسرین ابرکوه
- ساقی زینتی
- آرش آبپرور
- بهزاد رحیم خانی
- مجید شهریاری
- ابراهیم بحرالعلومی
- الناز کیانلو
- شهربانو موسوی
- ملکه رنجبر
- علی هدایت نیا (بازیگر نوجوان)